# Транзитне ТВ Дальбуду
Транзитне ТВ Дальбуду (рос. ТРАНЗИТНОЕ ЛО ДАЛЬСТРОЯ, Транзитно-пересыльный ОЛП) - табірний підрозділ, що діяв в структурі Дальбуду.

## Історія
Транзитне ТВ було організоване в 1951 році як Окремий табірний пункт і надалі реформовано в Табірне відділення. Управління Транзитного ТВ розташовувалося в місті Магадан. В оперативному командуванні воно підпорядковувалося спочатку Головному управлінню виправно-трудових таборів Дальбуду, а пізніше Управлінню північно-східних виправно-трудових таборів Міністерства Юстиції СРСР (рос. УСВИТЛ МЮ) (пізніше УСВИТЛ переданий в систему Міністерства Внутрішніх Справ).
Одноразова кількість ув'язнених могла досягати майже 5000 чоловік.
Транзитне ТВ припинило своє існування в 1953 році.

## Виконувані роботи
- будівельні роботи,
- дровозаготовки,
- роботи в гаражі, шевських і кравецьких майстернях,
- с/г роботи